# Fred Stein
Fred Stein (né Alfred Stein), né le 3 juillet 1909 à Dresde et mort le 27 septembre 1967 à New York, est un pionnier de la photographie avec des appareils de petit format, 24x36, puis de moyen format, 6x6, pour le portrait.
Ce sont surtout ses  reportages photographiques dans les rues de Paris des années 1930, et sa série de  portraits d'Albert Einstein faite à l'université de Princetown en 1946, qui l'ont rendu mondialement célèbre.

## Biographie

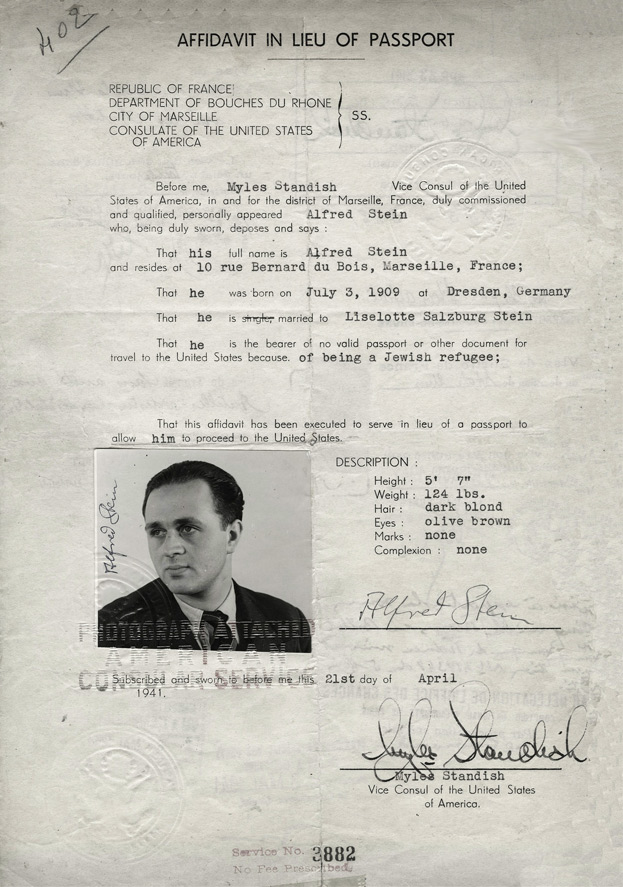
Affidavit tenant lieu de passeport, délivré par les autorités américaines à Fred Stein et sa femme en 1941.

Fred Stein est le fils du rabbin Leopold Stein et d’Eva Wollheim. À l’âge de 16 ans, il rejoint les socialistes à Dresde. Dès le début de l’année même de la prise du pouvoir par les nazis, il distribue  des tracts antifascistes en vélo. En 1933, il termine ses études de droit à l'Université de Leipzig. Sa thèse de doctorat est rejetée par les nazis et il lui est interdit d’exercer sa profession d’avocat en raison de ses origines juives et de son activité militante.
En août 1933, il épouse Liselotte « Lilo » Salzburg , fille d'un médecin juif. Ils profitent de leur voyage de noces, pour fuir l’Allemagne nazie et se réfugient à Paris.

### Paris
C'est à Paris que Fred Stein, qui pratiquait jusque-là la photographie en amateur, ouvre un studio photo dans son appartement afin de subvenir à ses besoins. Il utilise un Leica III, appareil que les époux s'étaient mutuellement offert pour leur mariage.
Le couple fait partie d’une communauté d’artistes et intellectuels émigrés à Paris. Souvent, dans leur appartement, les Stein accueillent des réfugiés allemands. Fred Stein photographie les grèves et manifestations du Front populaire. Il côtoie Robert Capa et Gerda Taro, qu'il sera le seul à photographier ensemble, à la terrasse d’un café, en 1936. Il commence également à participer à des expositions de groupe en compagnie de Man Ray et Dora Maar.
En septembre 1939, à la déclaration de la guerre, Fred Stein, considéré comme « étranger ennemi », est interné dans un camp de la région parisienne d’où il s’échappe. Le couple quitte clandestinement La France, le 7 mai 1941, avec l’aide d’un journaliste américain. Accompagné de leur fille Ruth, ils rejoignent Marseille avant d'embarquer à bord du paquebot français SS Winnipeg vers New York.

### New York
C’est à New York que naît, le 12 octobre 1943, leur fils Peter, devenu ensuite caméraman et gérant le fonds photographique de son père.
Fred Stein poursuit son œuvre photographique aux États-Unis en se servant d’un Rolleiflex Automat. Reconnu pour ses photographies en noir et blanc, d’un style puriste, il travaille pour des magazines et des journaux. Il réalise les portraits de nombreux artistes, hommes politiques et scientifiques parmi lesquelles Albert Einstein, Thomas Mann, Willy Brandt, Hannah Arendt, Marlène Dietrich, Max Ernst…
Fred Stein meurt à New York le 27 septembre 1967, à l’âge de 58 ans.
Ses œuvres sont exposées dans certains grands musées du monde entier, comme la National Portrait Gallery à Washington ou le Jüdisches Museum Berlin.

## Expositions
- 2017 : Fred Stein, à Strasbourg (La Chambre), Gentilly (Maison de la photographie Robert-Doisneau), Lannion (L’Imagerie) et Reims (Graph-Cmi).
- 2018: Fred Stein, « Paris New-York », Centre arts et cultures "Les Essar[t]s", Bram, du 26 mai au 26 août[7].